# Farman MF.11
Моріс Фарман MF.11 Шортхорн (фр. Maurice Farman MF.11 Shorthorn, «Короткий ріг») — французький біплан розроблений до Першої світової війни авіакомпанією Farman. Використовувався для розвідки і бомбардування на початку війни, пізніше переведений на навчальні ролі.
Власне ім'я «Шортхорн» (англ. Shorthorn, «Короткий ріг») отримав по аналогії до прізвиська Farman MF.7 Longhorn («Довгий ріг»), оскільки відрізнявся відсутністю переднього руля висоти.

## Дизайн
Як і Farman MF.7, MF.11 був піторапланом зі штовхаючим гвинтом, але відрізнявся відсутністю винесеного вперед руля висоти. Це також вимагало зміни хвостового оперення — замість двох горизонтальних стабілізаторів був один великий, з прикріпленим рулем висоти, над яким розміщувались два кіля. Гондола з місцем для двигуна і екіпажу розміщувалась в просторі між двома крилами, і позиції членів екіпажу були поміняні: пілот знаходився позаду, а спостерігач попереду. Це давало значно кращий огляд для спостерігача, а також дозволило йому використовувати закріплений на носі кулемет.

## Історія використання
MF.11 служили в Британських і Французьких ВПС на Західному фронті Першої світової війни. Перший бомбардувальний виліт відбувся 21 грудня 1914 року, коли британські MF.11 завдали бомбового удару по позиціях німецької артилерії поблизу Остенде в Бельгії. Проте вже в 1915 році MF.11 були відкликані з бойових частин на Західному фронті, але продовжили використовуватись французами в Македонії і на Близькому сході, а британцями при штурмі Дарданелл і в Африці. Австралійський повітряний корпус отримав декілька MF.11 від Армії Британської Індії і використовував їх під час Месопотамської кампанії в 1915-16 роках.
Італійська Fiat виготовляла ліцензійну копію MF.11 під позначенням SIA 5 з початку 1915 року. Цей варіант відрізнявся фіксованим курсовим кулеметом і двигуном Fiat A.10 потужністю 100 к.с.

### В Японській Імперії

#### Тип Мо-4

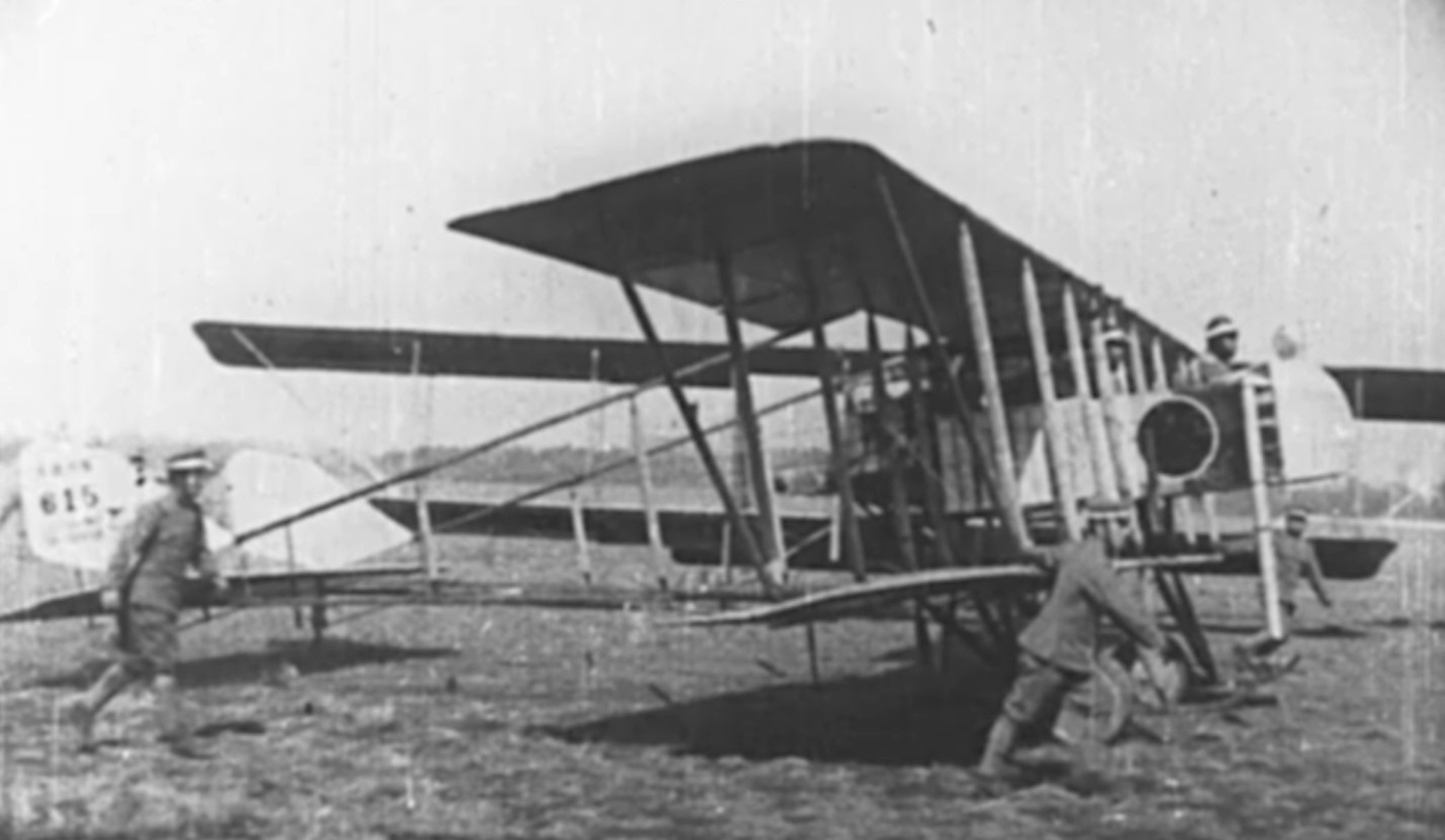
Японський «Тип Мо-4» під час навчань.

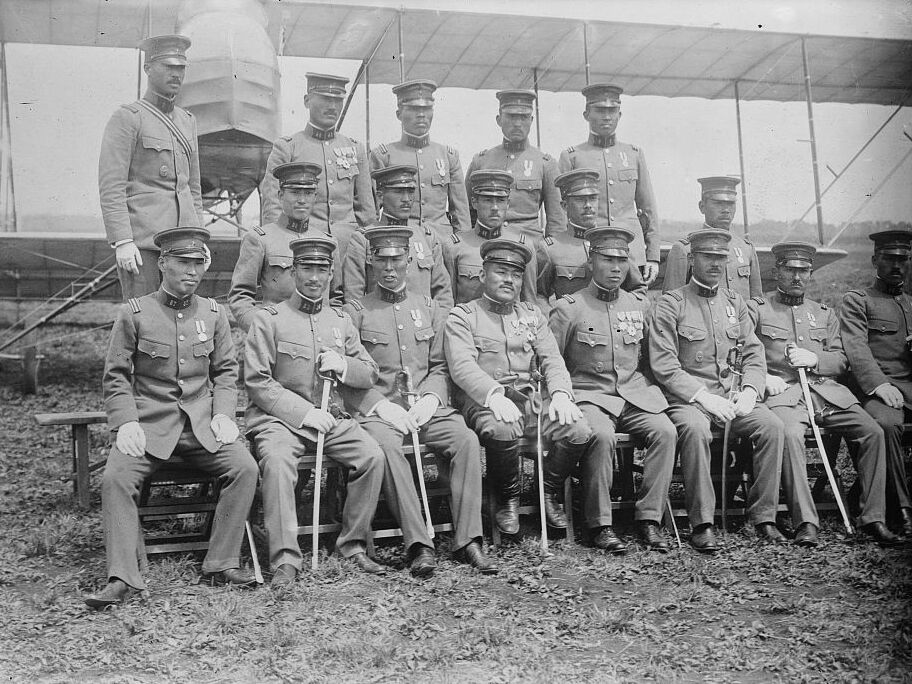
Випуск японських авіаторів перед «Тип Мо-4». Травень 1916 року.

В листопаді 1914 року дослідницька група японської армії імпортувала один MF.11 до Японії. Японці вирішили модифікувати машину, використавши елементи дизайну зі свої власних літаків, а також модифікації «Фарман MF.7» («Тип Мо-3»). Помітними змінами було вище розміщення гондоли двигуна та екіпажу, що дозволило понизити шасі, а також заміна кіля на менший трикутний. Також двигуни Renault 70 hp японського виробництва насправді мали дещо більшу потужність ніж французькі. Модифікація була готова в листопаді 1915 року. Офіційна назва літака «Тип Мо-4 Розвідувальний літак» (яп. モ式四型偵察機, Мо Цукі Йон-Ґата Тейсацу кі), а неофіційно також називали «Літак Савади Тип B7», на честь лейтенанта Савади, який головував над створенням модифікації.
2 грудня 1915 року «Тип Мо-4» був показаний на військовому огляді перед імператором Японії. Лейтенант Морікічі Сакамото провів показовий політ над Комазавою (Токіо), де розігнався до швидкості 72 км/год. Переваги в маневреності, швидкості та стабільності над попередніми японськими літаками, включно з «Типом Мо-3», були очевидними тому модель було запущено в масове виробництво. Літак виготовляли на заводі Групи в Торокозаві, але масове виробництво було почате на Артилерійському арсеналі в Токіо й Армійському арсеналі в Нагої. Виробництво літака проходило з 1915 до 1917 року.

#### Тип Мо-5
Для навчання пілотів було розроблено модифікацію з подвійним керуванням, яка отримала назву «Літак Тип Мо-5» (яп. モ式五型飛行機, Мо Цукі Ґо-Ґата Хіко: кі). Окрім збільшення довжини з 9,14 м до 9,38 м літак мав майже ті самі характеристики що і «Тип Мо-4». Це був перший спеціально побудований навчальний літак початкового рівня в японській армії.
Шість екземплярів було побудовано на артилерійському арсеналі в Токіо в 1919 році, ще п'ять в Токородзаві в 1920. Проте того ж року Японія купила ліцензію на виготовлення навчального Nieuport 81, і разом з ним переорганізувала навчання пілотів в результаті якого потреба в навчальних Фарманах відпала. Декілька все ще зберігались в Токородзаві до 1923 року.

#### Тип Мо-6
Варіант літака з потужнішим двигуном Daimler розроблений в 1917 році отримав назву «Літак Тип Мо-6» (яп. モ式六型飛行機, Мо Цукі Року-Ґата Хіко: кі). Цей варіант відрізнявся більшими радіаторами з обидвох сторін фюзеляжу, а також сам літак став більшим і важчим. На серійних літаках, перші з яких зійшли з конвеєра восени 1917 року, також переробили шасі і збільшили об'єм паливних баків. Після початку виробництва «Типу Мо-6» року виробництво «Типу Мо-4» було припинене.
Прототип показував хороші характеристики збільшивши свою максимальну швидкість до 111 км/год, а також побивши рекорд для двомісних літаків піднявшись на висоту 2800 м. 25 травня 1917 року. Проте з серійними літаками виникли проблеми, коли в листопаді 1917 року 14 щойно побудованих «Тип Мо-6» взяли участь в військовому огляді, 12 були змушені зробити аварійні посадки чи розбилися через проблеми з двигуном. Створена комісія з 25 інженерів і офіцерів вказала на недоліки двигунів, зокрема погану якість матеріалів, а також необхідність в кращому навчанні пілотів. Частину недоліків вдалось виправити і «Тип Мо-6» залишався на озброєнні аж до 1923 року.

#### Історія використання
6 вересня 1914 року «Фарман MF.11» японського флоту, що був запущений з борту гідроавіаносця Вакамія, вперше здійснив авіаційну атаку на корабель, коли неуспішно скинув бомби на німецький SMS «Kaiserin Elisabeth».
«Тип Мо-4» спочатку використовували для навчання пілотів, бомбардирів і спостерігачів. Під час японської інтервенції в Сибір в 1918 році, до 12-ї дивізії Японської армії було прикріплено декілька повітряних загонів, один з яких мав на озброєнні вісім «Тип Мо-4», шість «Тип Мо-6» і дев'ять імпортованих Sopwith 1A2. Вони використовувались для патрулювання північної Маньчжурії. «Тип Мо-6» мав обмежене використання через двигун водяного охолодження який часто замерзав під час зими.
Один «Тип Мо-4» був модифікований лейтенантом Шігіро Савадою протягом квітня-липня 1915 року для використання двигуна Curtis OX-5 потужністю 100 к.с. Такий потужний двигун збільшив максимальну швидкість до 100 км/год, при цьому крила довелось дещо відвести назад. Модифікація отримала назву «Кайшікі № 7» або «Кайшікі 7 Розвідувальний літак». Хоча Савада любив характеристики літака, більшість інших пілотів скаржились на стабільність. Під час польоту 25 вересня 1915 року «Кайшікі № 7» розбився, пілот Іватомі зазнав поранень. Тим не менше двигун вцілів, і Савада зміг використати його для створення Кайшікі № 7 малого аероплана.
Декілька «Тип Мо-4» були передані для цивільного використання, зокрема в якості навчальних Імперській Льотній Асоціації і Компанії Kishi. Остання модифікувала один «Мо-4» додавши паливний бак замість місця для другого члену екіпажу. Цей апарат з назвою Mie-Go No.2 здійснив рекордний переліт без посадок між Токіо та Осакою 1 квітня 1918 році за 6 годин 28 хвилин. На той час це був рекорд по витривалості і подоланій відстані в Японії.
Один «Тип Мо-6» (серійний номер 266) був розібраний і зберігався в інженерному відділі Університету Тохоку і успішно пережив Другу світову війну. Пізніше він був відновлений і виставлений на показ в святилищі Ясукуні в Токіо, а станом на 2024 рік він зберігається в Національному музеї природи і науки Японії.

## Оператори
Велика Британія
- Королівський льотний корпус
  - 2-а ескадрилья
  - 3-я ескадрилья
  - 4-а ескадрилья
  - 9-а ескадрилья
  - 14-а ескадрилья
  - 16-а ескадрилья
  - 19-а ескадрилья
  - 23-я ескадрилья
  - 24-а ескадрилья
  - 25-а ескадрилья
  - 29-а ескадрилья
  - 30-а ескадрилья
  - 65-а ескадрилья
- Повітряна служба королівського флоту

 Австралія
- Австралійський льотний корпус
  - 5-а навчальна ескадрилья
  - Месопотамська пів-ланка
  - Центральна пілотна школа АЛК в Мельбурні

 Бельгія
- Повітряні сили Бельгії

 Франція
- Повітряні сили Франції

 Королівство Італія
- Corpo Aeronautico Militare

 Грецьке королівство
- Повітряні сили Греції

 Королівство Хіджаз
- Повітряні сили Хіджазу

 Японія
- Авіація імперського флоту Японії
- ВПС Імператорської армії Японії

 Норвегія
- Королівські повітряні сили Норвегії

 Португалія
- Повітряні сили Португалії

 Румунське королівство
- Румунський льотний корпус

 Росія
- Повітряні сили Російської Імперії

 Саудівська Аравія
- Повітряні сили Саудівської Аравії

 Королівство Сербія
- Повітряні сили Сербії

 Іспанія
- Повітряні сили Іспанії

 Швейцарія
- Повітряні сили Швейцарії

 Україна
- Повітряний флот УНР

## Збережені екземпляри

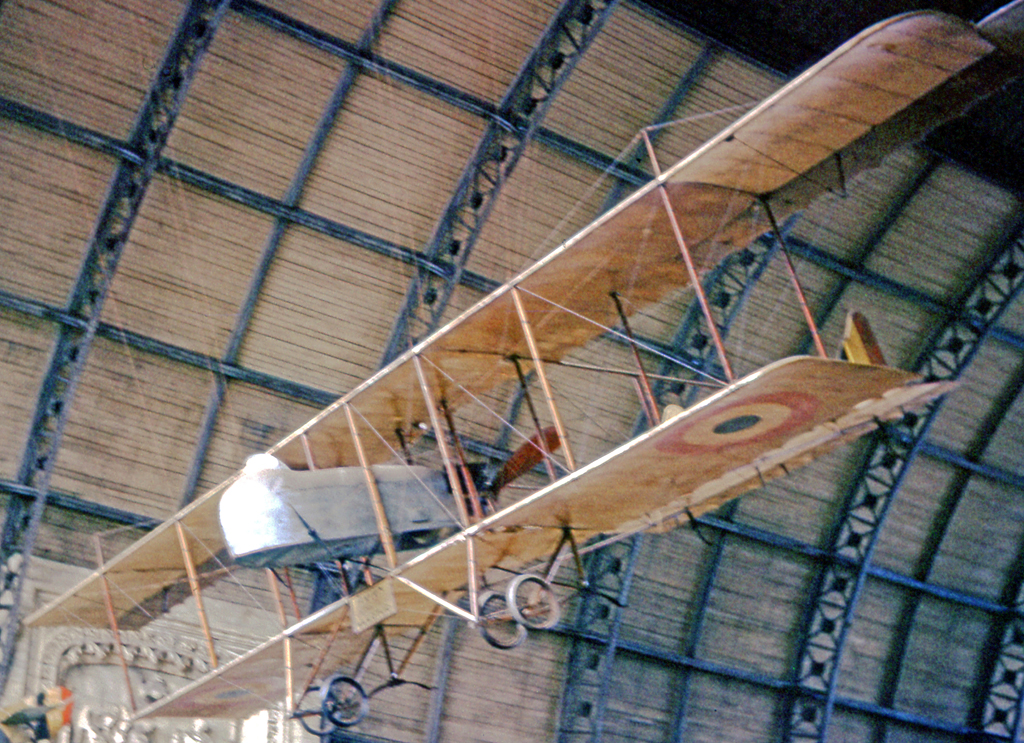
Farman F-11 A.2 в Музеї військової історії в Брюселі.

- Канадський музей Авіації має один MF.11 збудований компанією Airco для Королівського льотного корпусу і відправлений в Австралію в 1917 році.[9]
- В Королівському музеї військової історії в Брюселі (Бельгія) зберігається один «Фарман F.11A-2».
- В Музеї Королівський австралійський повітряних сил в Мельбурні зберігається «Фарман F.11» з номером #CFS-15.[10]
- В Національному музеї природи і науки Японії зберігається японський варіант «Тип Мо-4» (серійний номер 266).[11]

## Тактико-технічні характеристики
Дані з Encyclopedia of Military Aircraft

### Технічні характеристики
- Екіпаж: 2 особи (пілот і спостерігач)
- Довжина: 9.45 м
- Висота: 3.18 м
- Розмах крил: 16.15 м
- Площа крил: 57 м²
- Маса пустого: 550 кг
- Маса спорядженого: 928 кг
- Навантаження на крило: 16,3 кг/м²
- Двигун: V-подібний восьми-циліндровий Renault 8D повітряного охолодження
- Потужність: 101 к.с. к. с.
- Гвинт: Чотиролопатевий дерев'яний гвинт
- Питома потужність: 9,2 кг/к.с.

### Льотні характеристики
- Максимальна швидкість: 106 км/год
- Максимальна висота польоту: 3800 метрів
- Час польоту: 3 години 45 хвилин

### Озброєння
- Стрілецьке: 1 × 7.62 мм кулемет
- Бомбове: 18 × 7.3 кг бомб